# 拉瓦卡港 (德克萨斯州)
拉瓦卡港是美国德克萨斯州卡尔霍恩县的县城。根據美国2000年人口普查，全市总人口为12,035。

## 地理
拉瓦卡港位于拉瓦卡湾旁，在马塔戈达湾西部。
拉瓦卡港位于28°36′56″N 96°37′47″W / 28.61556°N 96.62972°W。
根据美国人口调查局的数据，全市总面积13.6平方英里（35.3 km²），其中9.8平方英里（25.4 km²）是陆地，还有3.8平方英里（10.0 km²）是水域，约占总面积的28.23%。

## 人口统计
截至2000年的人口普查，全市共有12,035名居民，4,189户和3,133个家庭。人口密度是1229.9每平方英里(474.6/km²)。 该镇4,791个住房单位平均密度为489.6个每平方公里(188.9/km²)。全镇人口71.95%是白种人，4.05%是非洲裔美国人，0.47%是美国土著，3.96%是亚裔，0.08%是太平洋岛民，16.92%来自其他种族，还有2.58%是混血。西班牙裔和拉丁美洲裔总占总人口的38.5%。
全镇4189户的39.0%有18岁以下的孩子和他们居住，56.5%户是已经结婚的，13.7%户已婚丧夫的家庭，还有10.0%户是非家庭。4189户的21.2%由个人组成，8.5%户居住着65岁及以上的独居老人。平均每户有2.83人，每个家庭3.31人。
全镇18岁以下的少年儿童及青少年占总人口的30.3%，9.6%的人口居于18岁到24岁之间，28.7%的人口居于25岁到44岁之间，19.3%的人口居于45岁到64岁之间，还有12.1%的人口是65岁以上的老年人。人口年龄的中位数是32岁，平均每100个女性对应99.2男性。18岁以上的每100个女性对应95.8个男性。

## 教育
卡尔霍恩县独立学区为拉瓦卡港服务。
拉瓦卡港的教学从幼儿园开始至小学5年级：	
杰克逊/罗斯福小学。
拉瓦卡港的所有居民在特拉维斯中学（6至8年级）和卡尔霍恩高中（9至第12年级）。 
希望高中是一所为特殊学生提供教学的高中。

## 交通运输
卡尔霍恩县机场的通用航空机场，坐落在卡尔霍恩县西北部的港口拉瓦卡港。